# 3268 De Sanctis
3268 De Sanctis è un asteroide della fascia principale interna. Scoperto nel 1981, presenta un'orbita caratterizzata da un semiasse maggiore pari a 2,346214 UA e da un'eccentricità di 0,127876, inclinata di 6,357165° rispetto all'eclittica. Ha un diametro di 6,033 km, un periodo di rotazione di 17 ore eun albedo di 0,228.
Fa parte della famiglia di asteroidi Vesta.
L'asteroide è dedicato all'astronomo italiano Giovanni De Sanctis.